# 大西遥香
大西 遥香（おおにし はるか、1992年6月20日 - ）は、新潟テレビ21のアナウンサー。

## 経歴
東京都出身。成蹊中学校、成蹊高等学校、早稲田大学人間科学部卒業。
大学を卒業後、2015年にUXに入社。同局のアナウンサーになる
2020年に結婚。2025年5月31日のまるどりっ！UPで妊娠・産休入りを報告。

## 担当番組
まるどりっ!UP
UX News　不定期
アナみ～て

## ライブ配信
はるかの気ままにアルビトーク - UX公式Youtubeチャンネルのライブにて配信。週一回が基本となっている。

## 過去担当番組
にいがたLive!ナマ+トク　天気→月〜水　サブMC
スーパーにいがた　スポーツ・天気キャスター　
Do?Do?Boon!!!
朝だ!生です旅サラダ（ABCテレビ）　新潟の中継担当
選挙ステーション（ローカルパート）